# Herblay

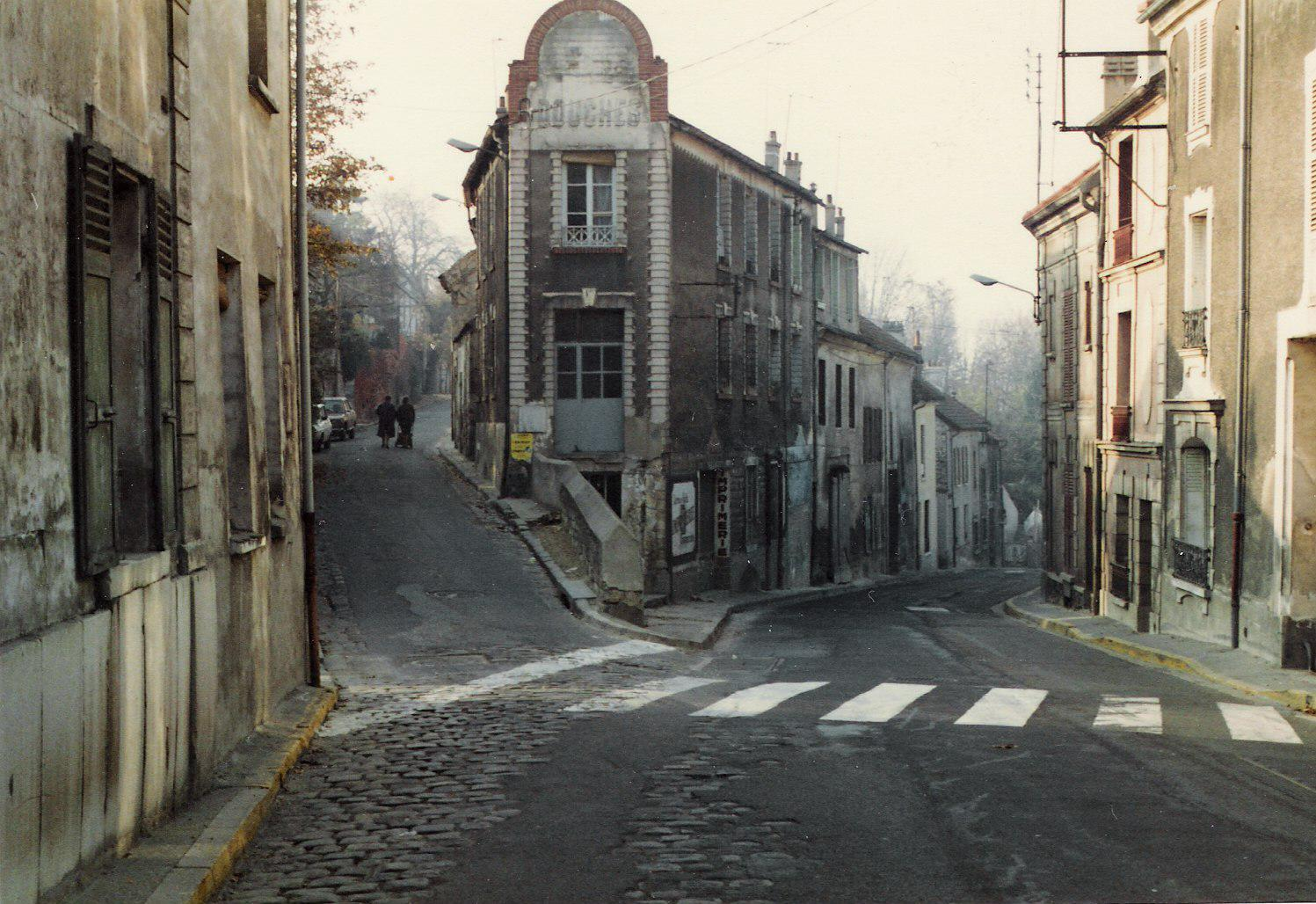
Gatuscen

Herblay är en kommun i departementet Val-d'Oise i regionen Île-de-France i norra Frankrike. Kommunen ligger i kantonen Herblay som tillhör arrondissementet Argenteuil. År 2022 hade Herblay 31 818 invånare.

## Befolkningsutveckling
Antalet invånare i kommunen Herblay
| Referens: INSEE |